# Зелинский (лунный кратер)
Кратер Зелинский (лат. Zelinskiy) — большой ударный кратер, расположенный на северо-восточной границе Моря Мечты. Кратер находится на обратной стороне Луны, поэтому его невозможно увидеть наблюдателю с Земли. Название присвоено в честь русского и советского химика-органика Николая Дмитриевича Зелинского (1860—1953)  и утверждено Международным астрономическим союзом в 1970 г. Образование кратера относится к позднеимбрийскому периоду.

## Описание кратера
Ближайшими соседями кратера являются кратер О’Дей на западе-юго-западе; кратер Парацельс на западе-северо-западе; кратер Ван де Грааф на востоке и кратер Томсон на юге. Селенографические координаты центра кратера 28°44′ ю. ш. 166°52′ в. д. / 28,74° ю. ш. 166,86° в. д., диаметр 54 км, глубина 2,4 км.
Кратер имеет полигональную форму, слегка вытянут в направлении восток-запад; умеренно разрушен. В западной части вал сохранил четкую кромку. Высота вала над окружающей местностью достигает 1150 м , объем кратера составляет приблизительно 2 300 км³. Северная часть чаши перекрыта сателлитным кратером Зелинский Y (см. ниже); юго-западная часть ровная, затопленная лавой; восточная часть чаши пересеченная.

## Сателлитные кратеры
| Зелинский | Координаты                                             | Диаметр, км |
| --------- | ------------------------------------------------------ | ----------- |
| Y         | 28°22′ ю. ш. 166°42′ в. д. / 28,37° ю. ш. 166,7° в. д. | 12,2        |

## См.также
- Список кратеров на Луне
- Лунный кратер
- Морфологический каталог кратеров Луны
- Планетная номенклатура
- Селенография
- Минералогия Луны
- Геология Луны
- Поздняя тяжёлая бомбардировка